# Den gamle mølle
 Den gamle mølle  (The old mill) er en kort tegnefilm fra 1937 fra Walt Disney. Den er en del af Silly Symphony-serien, som Disney betragtede som det kunstneriske fristed, hvor han ikke var forpligtet på seriefilmenes krav, men kunne boltre sig i sine ideer.
Det gør han også i denne film, der ikke har nogen egentlig handling, men mere er et stemningsbillede fra en gammel mølle, hvor vi følger dyrene i deres gøremål, uglen, musene (der bliver ladt i fred af uglen) og flere småfugle med deres unger. Der opstår dog et dramatisk højdepunkt, da der bliver tordenvejr. Det drejer på møllens vinger og flere af dyrene undgår lige at blive mast i møllekværnen. Derefter er der fred og idyl og en smuk morgenstemning.
Den udmærker sig teknisk ved at for første gang bruge multiplane kamerateknikken, som siden skulle blive almindelig i Disneys tegnefilm.
Filmen vandt en Oscar for årets bedste kortfilm.

## Ekstern henvisning
- Den gamle mølle på Internet Movie Database (engelsk)
- Den gamle mølle på AlloCiné (fransk)
- Den gamle mølle på AllMovie (engelsk)
- Den gamle mølle hos British Film Institute (engelsk)
- Den gamle mølles profil hos Encyclopædia Britannica Online (engelsk)
- Den gamle mølle på Turner Classic Movies (engelsk)
- Den gamle mølle på The Movie Database (engelsk)
- Den gamle mølle på Rotten Tomatoes (engelsk)
- Den gamle mølle på Filmaffinity (engelsk)
- Den gamle mølle hos The Big Cartoon DataBase (engelsk)